# Diözesanadministrator

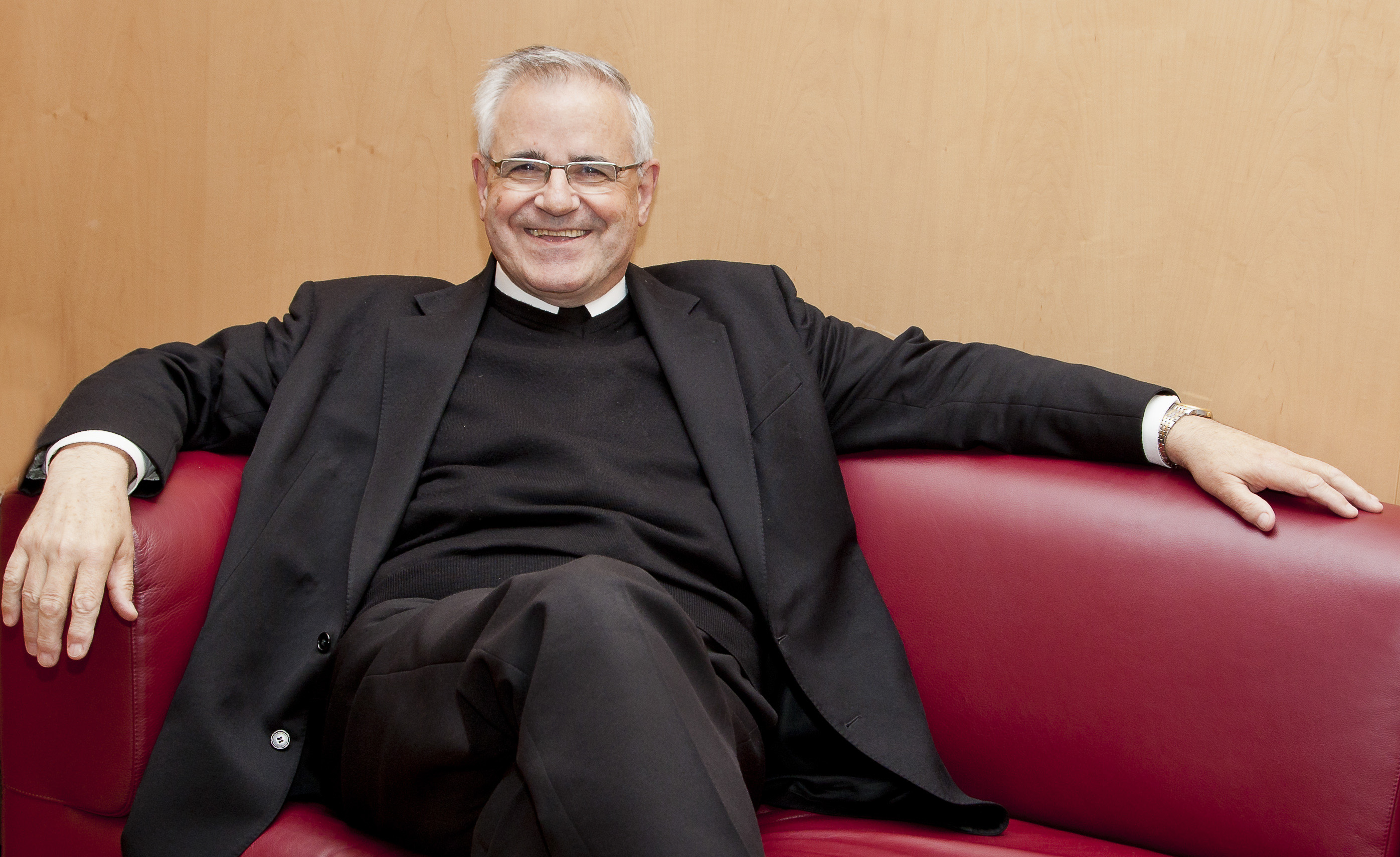
Heinrich Schnuderl, Diözesanadministrator der Diözese Graz-Seckau von Januar bis Juni 2015

Ein Diözesanadministrator ist nach dem Kanonischen Recht ein Geistlicher, der während der Sedisvakanz eines bischöflichen Stuhles die Diözese bis zur Wiederbesetzung des Amtes verwaltet.

## Aufgaben und Rechte
Das Kirchenrecht legt fest, dass es in einem Bistum stets einen leitenden Verantwortlichen gibt. Während der Vakanz des bischöflichen Stuhls geht die Leitung der Diözese darum zunächst und unverzüglich auf den dienstältesten Weihbischof über, und zwar bis zur Bestellung des Diözesanadministrators. Ist ein Weihbischof im Bistum nicht vorhanden, geht die Leitungsgewalt vorübergehend auf das Konsultorenkollegium über. Der Diözesanadministrator muss innerhalb von acht Tagen durch das Konsultorenkollegium, in Deutschland und Österreich (mit Ausnahme der Diözesen Innsbruck und Feldkirch) das Domkapitel, gewählt werden. Für das Amt des Diözesanadministrators kann gemäß Kirchenrecht gültig nur bestellt werden, wer Priester ist, das fünfunddreißigste Lebensjahr vollendet hat und nicht schon für diesen vakanten bischöflichen Stuhl gewählt, benannt oder präsentiert wurde. 
Der Diözesanadministrator erlangt mit der Annahme seiner Wahl Amtsgewalt. Er muss von niemandem bestätigt werden. Allerdings sind die Landesregierungen der deutschen Bundesländer, in denen das Bistum liegt, von der Wahl zu informieren; zugleich muss der Diözesanadministrator den Vatikan „so schnell wie möglich“ von seiner Wahl in Kenntnis setzen. Der Gewählte legt vor dem Kathedralkapitel das Glaubensbekenntnis ab. 
Die Befugnisse des Diözesanadministrators sind denen eines Diözesanbischofs gleich. Er darf nach den Bestimmungen des Kirchenrechts jedoch keine Grundsatzentscheidungen treffen, die den künftigen Bischof binden oder in seinen bischöflichen Rechten beeinträchtigen. Während der Sedisvakanz darf darum nichts verändert werden, heißt es dazu ausdrücklich im Kirchenrecht. Zu seiner Entlastung kann der Diözesanadministrator im Bereich der Verwaltung einen Stellvertreter benennen. Das Amt des Diözesanadministrators endet mit der Besitzergreifung der Diözese durch den neuen Bischof.